# Bach-Qaïyndy
Bach-Qaïyndy (en kirghiz Баш-Кайыңды) est un village du Kirghizstan qui se trouve dans le district d'At-Bachy, dans la province de Naryn. Le hameau de Bolchevik (ne pas confondre avec la localité de type urbain du même nom se trouvant dans le district de Kotchkor) dépend également de la municipalité (en kirghiz Айыл өкмөтү) de Bach-Qaïyndy.

## Nom
De bash (en kirghiz баш) "tête, début" et qaïyng (en kirghiz кайың) "bouleau", qui indique le début de la région couverte de bouleaux. Cette région s'étend jusqu'à Atcha-Qaïyndy, aux portes de la ville d'At-Bachy. La zone située entre les deux villages est appelée Orto-Qaïyndy (orto 'milieu').

## Population
Selon le recensement de 2009, le village a une population de 4078 habitants, ce qui en fait le deuxième lieu le plus peuplé du district après la ville d'At-Bachy.
La population est presque exclusivement composée de Kirghizes, pour la plupart de la tribu Tcheriq.

## Équipements
Le village possède une école primaire et secondaire du nom de Tch. Asekov, un jardin d'enfants, une salle des fêtes avec une bibliothèque, une poste et une antenne médicale. Il possède également une mosquée et quelques petits commerces.

## Économie
La majorité de la population vit de l'agriculture, en particulier l'élevage ovin et bovin et la culture des pommes de terre, des carottes, de l'ail, de l'orge et du blé. Les petits commerces et les services publics (administration communale, école, antenne médicale, poste) fournissent également quelques emplois.

## Lieux remarquables
- La colline tchong döbö (Чоң дөбө) "grande colline" qui selon la tradition orale locale abriterait un trésor ou une ancienne bibliothèque kalmouk.
- La chute d'eau de Char (Шар) qui se trouve dans le montagne située au sud du village.